# Thyridosmylus pulchrus
Thyridosmylus pulchrus är en insektsart som beskrevs av C.-k. Yang et al in Huang et al. 1988. Thyridosmylus pulchrus ingår i släktet Thyridosmylus och familjen vattenrovsländor. Inga underarter finns listade i Catalogue of Life.